# Walizkowa bomba jądrowa

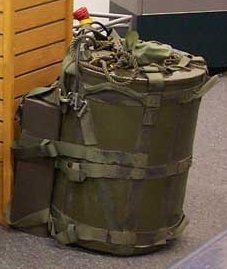
Pojemnik transportowy H-912 dla Mk-54 SADM

Walizkowa bomba jądrowa – broń jądrowa posiadana przez służby specjalne m.in. KGB podczas zimnej wojny.

## Budowa i właściwości
Najmniejszą możliwą bombę tego typu będzie stanowić  kula plutonu Pu-239 (lub uranu U-233). Bez reflektora, kula plutonu Pu-239 w odmianie alotropowej alfa waży 10,5 kg i ma średnicę 10,1 cm.
Aby doszło do wybuchu, musi zostać zapoczątkowana reakcja rozszczepienia. Potrzebna jest masa większa od krytycznej – wystarczy już 1,1 masy krytycznej, aby spowodować eksplozję o sile wybuchu 10-20 ton trotylu. Ładunek taki wydaje się niewielki w porównaniu z kilotonami  czy megatonami osiąganymi przez "normalne" głowice jądrowe, jednak jest wyraźnie większy od siły wybuchu jaki można uzyskać w wybuchach materiałów konwencjonalnych. Ponadto nawet niewielka eksplozja atomowa emituje poważną dawkę promieniowania przenikliwego. Dla przykładu, wybuch nuklearny o sile zaledwie 20 ton wytwarza niebezpieczne promieniowanie 500 rem 400 metrów od miejsca eksplozji, natomiast 300 m to promień o 100% śmiertelności (ekspozycja na 1350 rem).
Kula o masie 1,2 masy krytycznej może wytworzyć 100 tonową eksplozję, a przy 1,35 masy krytycznej osiągnąć można siłę wybuchu 250 ton. W tym momencie, jeżeli dostępna jest odpowiednio zaawansowana technika, można skonstruować urządzenie o wzmożonej sile wybuchu (materiał fuzyjny w centrum rozszczepialnej kuli), dzięki czemu bez konieczności zwiększania ilości materiału rozszczepialnego można wytworzyć eksplozję o masie jednej kilotony.

## Kontrowersje związane z rosyjskimi bombami walizkowymi
W 2004, były rosyjski dowódca wojsk strategicznego znaczenia generał pułkownik Wiktor Jesin  potwierdził oficjalnie, że Związek Radziecki, a później Rosja posiadały bomby tego typu. Jego zdaniem, jest niemożliwe, by bomby trafiły do terrorystów, bo wszystkie zostały poddane utylizacji.